# Nectarinia adelberti
Nectarinia adelberti é uma espécie de ave da família Nectariniidae.
Pode ser encontrada nos seguintes países: Benin, Camarões, Costa do Marfim, Gana, Guiné, Guiné-Bissau, Libéria, Nigéria, Serra Leoa e Togo.